# Thor Heyerdahl
Thor Heyerdahl (n. 6 octombrie 1914, Larvik, Vestfold, Norvegia – d. 18 aprilie 2002, Colla Micheri⁠(d), Andora, Liguria, Italia) a fost un scriitor, explorator, navigator, etnograf respectiv antropolog cu formarea de biolog, precum și aventurier norvegian cu realizări științifice în zoologie și geografie. Heyerdahl a devenit celebru datorită Expediției Kon-Tiki din 1947 în care a navigat împreună cu un echipaj format din alți 5 scandinavi (4 norvegieni respectiv un suedez) 4.300 mile marine (aproximativ 7.000 km) din Callao, Peru, America de Sud până în Arhipelagul Tuamotu din Polinezia Franceză, Oceania. A murit, la vârsta de 87 ani, în urma unei tumori cerebrale.
Thor Heyerdahl a demonstrat de mic copil un interes deosebit față de zoologie. El a înființat un mic muzeu în casa părintească, având ca principală atracție o Viperă berus. Heyerdahl a lansat o ipoteză conform căreia populația din Polinezia nu provenea din Asia de Sud-est (migrând din Taiwanul de astăzi cu mii de ani în urmă către vest), așa cum se credea până atunci, ci din America, mai precis America de Sud. Ipoteza fiind inițial primită cu răceală și circumspecție, Thor s-a decis să demonstreze că o călătorie din America de Sud (pornind de pe coasta statului Peru) era realizabilă cu mijloace primitive (mai precis printr-o plută construită din lemn de balsa local), această călătorie fiind descrisă în amănunt într-una din cărțile lui (mai precis Expediția Kon-Tiki).
Ulterior, în scopul traversării Atlanticului, la inițiativa sa, au fost construite, pe rând, două ambarcațiuni, Ra I și Ra II, din papirus, după modelele de pe pereții mormintelor antice din Egipt. Navele au avut o lungime de 15 metri, lățimea de 4,8 m, câte un catarg bipod înalt de 9 m, iar suprafața velei de 60 m2. Echipajul navelor era format din șapte oameni (Ra I) și respectiv opt oameni (Ra II). Plecând din 1969 din portul Safi, Maroc, Ra I a parcurs 539 mile marine, dar expediția a fost întreruptă din cauza avariilor. În 1970, folosind curentul Canarelor, curentul Ecuatorial și alizeele, Ra II a străbătut 3.270 mile marine, până în insula Barbados. Ulterior, ambarcațiunea a fost predată Muzeului Kon-Tiki din Oslo (a căror baze au fost puse de Knut Haugland, fost camarad norvegian de expediție pe pluta Kon-Tiki).

## Cǎrți
Autorul are publicate treisprezece cărți, câteva traduse și publicate în limba română, mai precis:
- Expediția Kon-Tiki (1948)
- Aku-Aku - Taina Insulei Paștelui (1957)
- Expedițiile RA (1970)
- Fatu-Hiva: Back to Nature (1974)
- Early Man and the Ocean: A Search for the Beginnings of Navigation and Seaborne Civilizations (1979)

## Filme
- Kon-Tiki, film documentar alb-negru despre expediția cu același nume narat de însuși autorul romanului eponim (1950)[17]
- The Ra Expeditions, film documentar alb-negru despre expediția plutei Ra II de-a lungul Oceanului Atlantic (1972)[18]